# 拉波苏斯
拉波苏斯是巴西米纳斯吉拉斯州的一个市镇。总面积71.85平方公里，总人口15418人，人口密度214.6人/平方公里。